# Blanka Došen Togonal
Blanka Došen Togonal hrvatska je pjevačica, poznata po izvođenju starogradske i tamburaške glazbe, televizijska voditeljica te članica Opernog ansambla Hrvatskog narodnog kazališta u Osijeku.
Počela se baviti glazbom vrlo rano, pod utjecajem svog oca. Tijekom osamdesetih godina pridružila se osječkom tamburaškom društvu „Pajo Kolarić” kao solistica, gdje je dodatno razvijala svoj afinitet prema tamburaškoj glazbi.
Profesionalna karijera započela joj je nastupom na festivalu „Zlatne žice Slavonije” u Požegi 1992. godine, gdje je izvela pjesmu „Zelene su oči tvoje”. Dvije godine kasnije, 1994., objavljuje svoj debitantski album „Ne žuri se zlato moje”. Godine 2005. u izdanju Hit Recordsa izlazi njezin drugi album „Starogradski biseri”, koji je postao njezino najuspješnije diskografsko ostvarenje. Za ovaj je album nagrađena prestižnom glazbenom nagradom Porin u kategoriji „Najbolji folklorni album”.
Značajan trenutak u njezinoj karijeri bio je solistički koncert „Starogradski biseri na dar”, održan 10. prosinca 2006. godine u Hrvatskom narodnom kazalištu u Osijeku. Koncert je imao humanitarni karakter.
Tijekom svoje karijere nastupala je diljem Europe te održala brojne koncerte u Sjedinjenim Američkim Državama i Kanadi. Uz solističku karijeru, Blanka Došen aktivna je i kao članica Opernog ansambla HNK Osijek.
Dugogodišnja je televizijska voditeljica glazbene emisije „Plavi jukebox” na Plavoj Vinkovačkoj televiziji.

## Diskografija

### Studijski albumi
- 1994. - Ne žuri se zlato moje
- 2005. - Starogradski biseri[3]
- 2011. - Iz starogradske riznice